# Локор, Брайан
Сэр Брайан Джеймс Локор ONZ KNZM OBE (англ. Brian James Lochore; 3 сентября 1940, Мастертон — 3 августа 2019, там же) — новозеландский регбист, теннисист и регбийный тренер, выступавший на позиции восьмого и замка (лока) за время игровой карьеры, капитан сборной Новой Зеландии в 1966–1970 годах; как тренер сборной Новой Зеландии привёл её к победе на первом же розыгрыше чемпионата мира на родине в 1987 году. Член Международного регбийного зала славы с 1999 года и Зала славы World Rugby с 2011 года.

## Ранние годы
Брайан Локор родился 3 сентября 1940 года в семье Альмы Джойс Локор (урождённой Уайет) и Джеймса Деннистона Локора. Четвёртый ребёнок в семье: у него были старшие братья Кевин и Уэйн и сестра Шона. Учился в начальной школе Опаки и колледже Уаирарапа. С детства увлекался верховой ездой, первый рысак — шетлендский пони по кличке Уинкл (англ. Winkle). Поскольку пони был достаточно маленьким, отец Брайана сажал пони в автомобиль так, чтобы голова высовывалась наружу, и отвозил лошадь прямо на ранчо. Также Брайан увлекался теннисом, будучи высококлассным игроком в колледже и на национальном уровне, и играл в гольф, однако позже занялся и регби. Летом работал на ферме по разведению овец.

## Игровая карьера
В команде колледжа Локор стал основным игроком в 1956 году, команду тренировал Гордон Хендерсон. В 1959 году Локор дебютировал за любительский клуб «Мастертон» и за команду провинции Уаирарапа-Буш, играя на позиции фланкера и выступая даже в матчах против «Британских и ирландских львов». После игры за провинцию против «Львов» о Локоре говорили как одном из нападающих с высоким потенциалом. В 1961 и 1963 годах участвовал на сборах «Олл Блэкс», 23 октября 1963 года дебютировал в матче за сборную Новой Зеландии против команды Оксфордского университета. 4 января 1964 года состоялся дебют на уровне сборных: в игре против Англии в Лондоне в рамках турне новозеландцев по Британским островам (в том же турне Локор сыграл и против Шотландии.
В 1965 году он был вызван на серию матчей против Южной Африки и, как один из лучших восьмых, продолжал вызываться в команду. После шести тест-матчей тренер новозеландцев Фред Аллен назначил его капитаном сборной в 1966 году перед серией против «Львов». До 1970 года Локор был капитаном сборной: в 18 тест-матчах его команда проиграла всего трижды (все три раза — ЮАР в 1970 году). Он завершил игровую карьеру в 1970 году в клубах, однако в 1971 году был вызван снова в команду из-за череды травм. 17 апреля 1971 года отыграл матч в составе сборной мира «President's Overseas XV» против англичан (победа сборной мира со счётом 28:11), в итоге сыграв последнюю игру за сборную Новой Зеландии 31 июля 1971 года в Веллингтоне против тех же «Львов».

## Тренерская карьера
С 1957 по 1961 и с 1979 по 1980 годы Локор был теннисистом в составе сборной провинции Уаирарапа. С 1966 по 1967 и с 1975 по 1978 годы он тренировал команду «Мастертон». В 1980 году он возглавил команду провинции Уаирарапа-Буш и вывел её в первый сезон после двух сезонов работы. В 1983 году он был включён в тренерский штаб сборной Новой Зеландии, приняв должность главного тренера в 1985 году. В 1986 году был главным тренером сборной мира в матче против сборной Пяти наций, состоявшимся по случаю 100-летия IRB (победа сборной мира 32:13); в том же году его новозеландская сборная обыграла французов, а через год сборная Новой Зеландии выиграла первый в истории разыгранный Кубок мира на родной земле. После отставки вплоть до 1995 года он работал в сборной Новой Зеландии, будучи её менеджером. После перехода регби на профессиональную основу работал в разных спортивных комиссиях Новой Зеландии (председатель комиссии Хиллари в 1999 году). Председатель Национального попечительского совета имени королевы Елизаветы II в 2003—2011 годах, помогавшего защищать памятники культуры на частных землях.

## Награды
В 1970 году в День Рождения Королевы произведён в офицеры ордена Британской империи за заслуги перед регби. В 1999 году в День Рождения Королевы посвящён в рыцари (рыцарь-компаньон Ордена Заслуг Новой Зеландии). 6 февраля 2007 года в день Вайтанги награждён орденом Новой Зеландии — высшей национальной наградой
Имя Брайана Локора носит Кубок Локора — главный приз национального чемпионата Новой Зеландии, известного как чемпионат Хартленда.

## Семья
В 1963 году Брайан женился на Памеле Люси Янг. От этого брака есть сын Дэвид и дочери Джоан и Сандра, а также восемь внуков и внучек.

## Стиль игры
Цитата сэра Колина Мидса, сменившего Брайана Локора на посту капитана «Олл Блэкс»:

...на пике своей карьеры, с 1966 по 1969 годы, он был просто идеальным, с моей точки зрения, «восьмым». Он берёг себя, ни дюйма не работая на фланге, но прикрывая, выигрывая в глубине после коридоров отличные мячи, обороняясь и играя свою роль в накатывающих атаках. Как капитан, он был самокритичен, ибо такова природа человека.
Оригинальный текст (англ.)...at the peak of his career, from 1966 through to 1969, he was everything I would want in a number 8. He spared himself, not an ounce working away in the tight-loose, covering, winning us great lineout ball in the deep, backing and filling and playing his part in the rolling drive-and-feed. As a captain he could be self-effacing, for this was the very nature of the man.

## Смерть

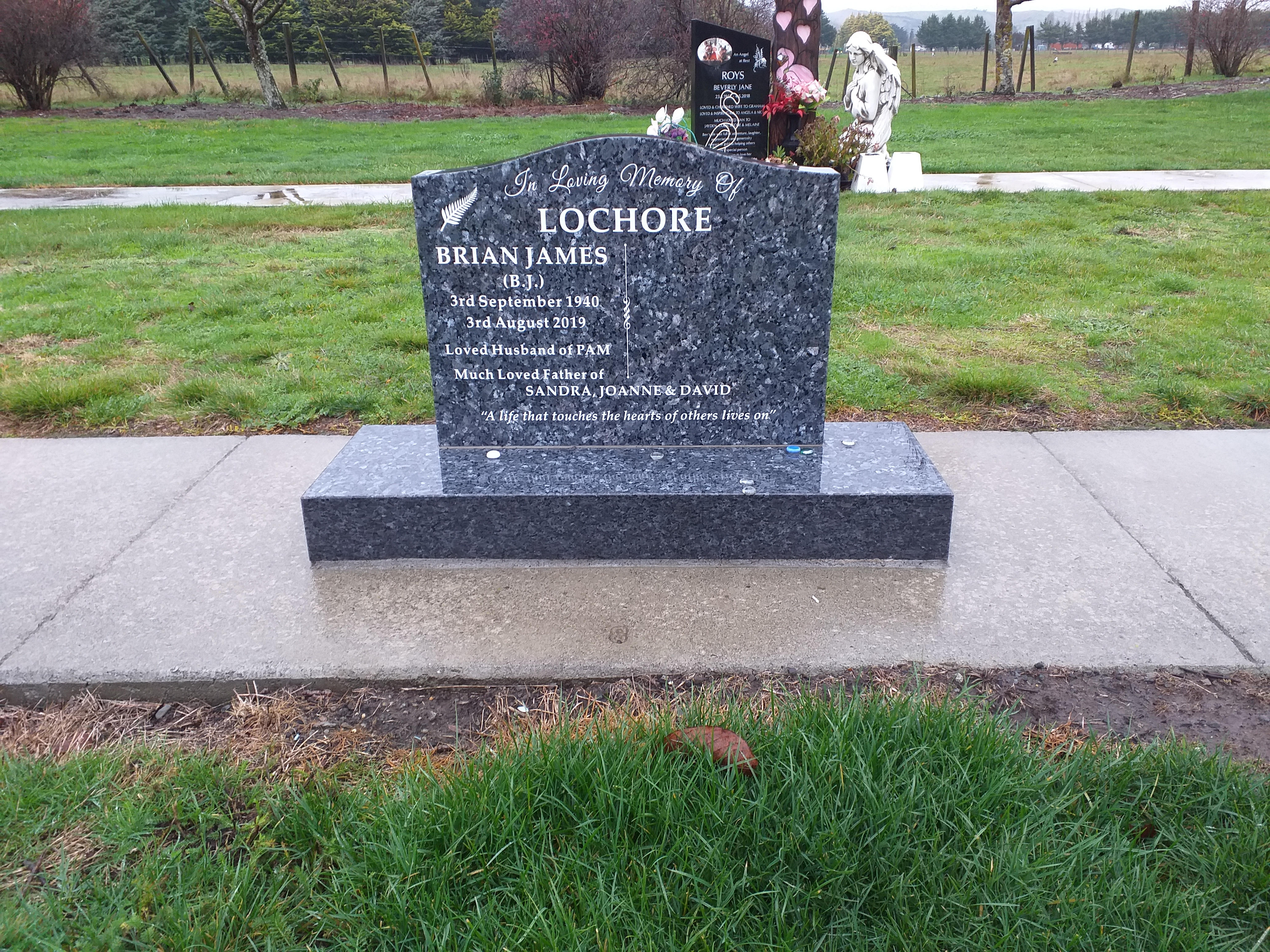
Могила Брайана Лохора на кладбище Риверсайд

Исполнительный директор Регби Новой Зеландии Стив Тью сообщил в июне о том, что у Локора диагностирован ректальный рак. Сэр Брайан Локор скончался 3 августа 2019 года в возрасте 78 лет. 8 августа прошла церемония прощания в Мемориал-Парк, на которой присутствовали около 2500 человек.